# Fifi Brindacier et les Pirates
Cet article concerne le film. Pour les autres significations, voir Fifi Brindacier (homonymie).
Pour plus de détails, voir Fiche technique et Distribution.
Fifi Brindacier et les Pirates (titre original suédois : Pippi Långstrump på de sju haven) est un long métrage suédois réalisé par Olle Hellbom, sorti au cinéma en Suède en 1970. C'est un long-métrage en prises de vues réelles pour la jeunesse, adapté des fictions radiophoniques et des livres de l'auteur suédois Astrid Lindgren.
Fifi Brindacier et les Pirates ainsi que Les Randonnées de Fifi Brindacier suivent la série télévisée Fifi Brindacier. Pour leur diffusion à la télévision, ils ont été découpés en quatre parties représentant les épisodes 14 à 17 pour Fifi Brindacier et les Pirates et 18 à 21 pour Les Randonnées de Fifi Brindacier de la série télévisée.

## Synopsis
Fifi doit s'occuper de Tom et Annika pendant l'absence de leurs parents. Mais la petite fille aux couettes rousses est intenable ! Son père Philibert, le plus redoutable pirate des sept mers, est retenu prisonnier sur une île lointaine par des corsaires qui veulent découvrir la cachette de son trésor. Il faut aller le délivrer ! Les trois enfants partent alors en ballon pour la plus folle des expéditions : il leur faudra construire un avion, survoler un volcan en flammes, ou encore braver les requins des mers chaudes avant de trouver Philibert. Maintenant, le plus dur reste à faire...

## Fiche technique
- Titre français : Fifi Brindacier et les pirates
- Titre original : Pippi Långstrump på de sju haven
- Pays :  Suède
- Langue : suédois
- Format : couleur
- Son : Dolby
- Durée : 94 minutes
- Date de sortie : Suède : 24 janvier 1970

## Distribution
- Inger Nilsson (VQ : Nicole Fontaine) : Fifi Brindacier
- Maria Persson (VQ : Ève Gagnier) : Annika
- Pär Sundberg (VQ : Flora Balzano) : Tommy
- Beppe Wolgers (VQ : Luc Durand) : le capitaine Efraim Brindacier
- Jarl Borssén (sv) (VQ : Jean Fontaine) : le capitaine Sven le Borgne
- Martin Ljung (sv) (VQ : Victor Désy) : le pirate « Jack au Couteau »
- Wolfgang Völz (VQ : Yves Massicotte) : le pirate « Oscar n'a qu'un œil »
- Nikolaus Schilling (de) (VQ : Jean Galtier) : le pirate « Carl le renard »
- Öllegård Wellton (VQ : Louise Turcot) : la mère de Tommy et Annika
- Fredrik Ohlsson (sv) : le père de Tommy et Annika
- Staffan Hallerstam (sv) : Marko
- Tor Isedal : Perdo
- Håkan Serner : Frano
- Douglas : le perroquet Rosalinda